# Петровские Выселки (Московская область)
Петровские Выселки — деревня в городском округе Серебряные Пруды Московской области.

## География
Находится в южной части Московской области на расстоянии приблизительно 17 км на северо-запад по прямой от окружного центра поселка Серебряные Пруды.

## История
Возникла в середине XIX века как выселки из села Тюнеж. Изначально деревня носила название Петровское (Тюнежские выселки) и входила в Веневский уезд Тульской губернии. В 1858 году здесь было отмечено 13 дворов, в 1974 — 30. В период 2006—2015 годов входила в состав сельского поселения Узуновское Серебряно-Прудского района. Ныне имеет дачный характер.

## Население
Постоянное население составляло 123 человека (1858 год), 86 (1974), 10 в 2002 году (русские 100 %), 12 в 2010.